# Valarie Rae Miller
Valarie Rae Miller (* 16. April 1974 in Lafayette, Louisiana) ist eine US-amerikanische Schauspielerin.

## Leben und Leistungen
Miller ist in Fort Worth (Texas) aufgewachsen und studierte Psychologie an einer Universität in Texas. Sie debütierte – noch während des Studiums – in einer Folge der Fernsehserie Alle unter einem Dach aus dem Jahr 1993. Ein Jahr später moderierte sie die Fernsehshow Gladiators 2000. Als Konsequenz ihrer Engagements in der Unterhaltungsbranche zog sie nach Los Angeles, wo sie weiterhin studierte. Im Fernsehthriller Hollywood Undercover (1997) war sie an der Seite von Edward James Olmos und Charlize Theron zu sehen.
In der Fernsehserie Dark Angel spielte Miller in den Jahren 2000 bis 2002 an der Seite von Jessica Alba eine der größeren Rollen. In der Actionkomödie All About the Money (2002) verkörperte sie die Freundin des Kopfgeldjägers Bucum (Ice Cube), der gemeinsam mit dem Kleinganoven Reggie Wright (Mike Epps) und mit dessen Freundin Gina (Eva Mendes) einen wertvollen Lottoschein sucht.

## Filmografie (Auswahl)
- 1993: Alle unter einem Dach (Family Matters; Fernsehserie, Folge Car Wars)
- 1996: Kevin Johnson – Ein Mann verschwindet (The Disappearance of Kevin Johnson)
- 1997: Hollywood Undercover (Hollywood Confidential, Fernsehfilm)
- 2000: Bear to the Right
- 2000–2002: Dark Angel (Fernsehserie, 42 Folgen)
- 2002: All About the Money (All About the Benjamins)
- 2003: Hollywood Cops (Hollywood Homicide)
- 2006: Crank
- 2006–2007: Smith (Fernsehserie, 4 Folgen)
- 2007–2009: Reaper – Ein teuflischer Job (Reaper; Fernsehserie, 18 Folgen)
- 2009: Life (Fernsehserie, Folge Shelf Life)
- 2009: Navy CIS (Fernsehserie, Folge Reunion)
- 2009–2011: Men of a Certain Age (Fernsehserie, 5 Folgen)
- 2015: Liza Liza: Skies Are Grey
- 2016: La La Land
- 2017: #Realityhigh
- 2021: Shameless (Fernsehserie, Folge NIMBY)
- 2023: Angespült – Ein Krabbenteuer (Under the Boardwalk) (Stimme)